# فورت مک‌نایر
فورت لزلی جی. مک‌نایر (به انگلیسی: Fort Lesley J. McNair) یک پایگاه نیروی زمینی ایالات متحده آمریکا است که در نوک گرین لیف پوینت ، شبه‌جزیره واقع در محل تلاقی رود پوتوماک و رود آنکاستیا در واشینگتن، دی.سی. واقع شده‌است. این پایگاه در غرب شبه جزیره واشینگتن چنل قرار دارد و رود آنکاستیا در ضلع جنوبی آن قرار دارد. در اصل «واشینگتن آرسنال» نام گذاری شده بود و بیش از ۲۰۰ سال یک پایگاه ارتش بود.
پایگاه به افتخار «ژنرال لسلی جی مک نایر» نامگذاری شده که در جنگ جهانی دوم کشته شد.
آسوشیتدپرس در مارس ۲۰۲۱ گزارش داد که مقام‌های رده بالا سپاه پاسداران از حمله به پایگاه عین الاسد جهت انتقام ترور قاسم سلیمانی راضی نبودند و در ژانویه ۲۰۲۱ (دی ۱۳۹۹) برای حمله به پایگاه نظامی «فورت مک‌نایر» در خاک آمریکا به سبک انفجار یواس‌اس کول و قتل ژنرال جوزف مارتین بحث کردند. این گفتگو توسط آژانس امنیت ملی آمریکا شنود شد. پس از شنود، تدابیر امنیتی در اطراف پایگاه تشدید شد.
در ژانویه ۲۰۲۱ پس از شنود این گفتگو، ژنرال عمر جونز، فرمانده نیروهای نظامی در ایالت واشینگتن گفت که «تهدیدهای معتبر و ویژه» علیه پایگاه وجود دارد و یک نفر با شنا کردن در عرض «واشینگتن چنل» خود را به پایگاه نظامی رسانده بود. ستاد فرماندهی منطقه نظامی واشینگتن در این پایگاه قرار دارد.

## تاریخچه

### اوایل
پایگاه نظامی در سال ۱۷۹۱ تأسیس شد، در حدود ۱۱۰۰۰۰ متر مربع در نوک Greenleaf Point. پیر شارل لوفان وجود پایگاه را به عنوان یک سایت مهم جهت دفاع از پایتخت (واشینگتن، دی. سی) گنجانده‌است. در سال ۱۷۹۵، این سایت به یکی از دو زرادخانه اول ایالات متحده تبدیل شد.
ابتدا یک زرادخانه سایت را اشغال کرد و وسایل دفاعی پایگاه در سال ۱۷۹۴ ساخته شد. با این حال، پایگاه نتوانست حمله نظامی انگلیس در سال ۱۸۱۴ را متوقف کند و بدین ترتیب در طول جنگ ۱۸۱۲ بسیاری از ساختمان‌های دولتی در واشینگتن دی سی سوزانده شد.

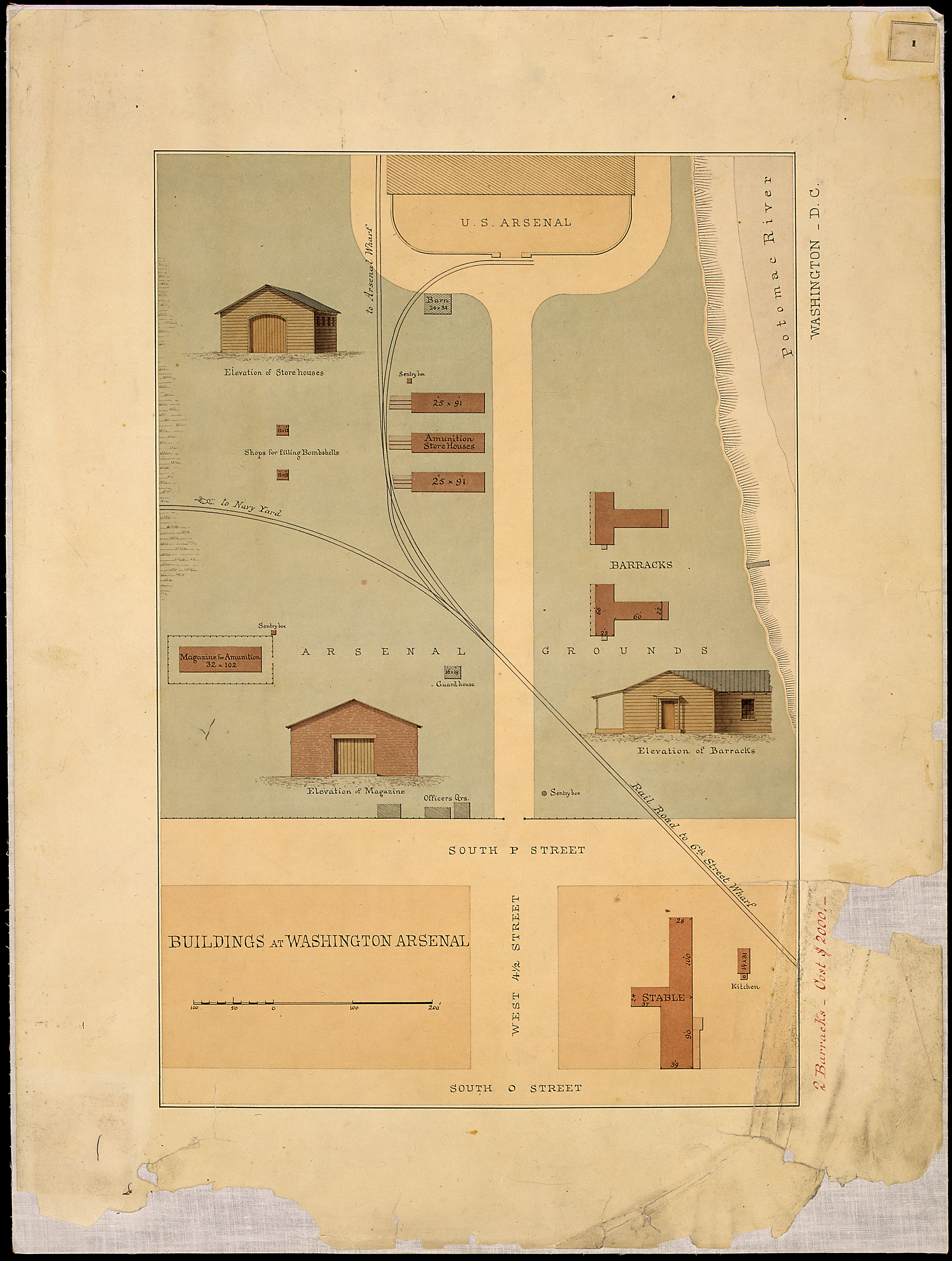
ساختمان‌های واشینگتن آرسنال (فورت لسلی جی. مک نایر) ۱۸۶۱–۱۸۶۵

سربازان باقیمانده ساختمان‌های زرادخانه را تخریب کردند اما امکانات از ۱۸۱۵ تا ۱۸۲۱ بازسازی شد، با هشت ساختمان در اطراف یک چهار ضلعی مرتب شده و پایگاه «واشینگتن آرسنال» نامگذاری شد. در اوایل دهه ۱۸۳۰، چهار هکتار از زمین‌های باتلاقی احیا و به زرادخانه اضافه شد و یک دیوار دریایی و ساختمان‌های اضافی ساخته شد. بین سال‌های ۱۸۲۵ و ۱۸۳۱، یک زندان در زرادخانه با سه طبقه سلول، ساختمانهای اداری و یک کارخانه تولید کفش برای آموزش تجارت به زندانیان ساخته شد. در سال ۱۸۵۷، دولت فدرال زمین اضافی را برای این سایت خریداری کرد.

### انفجار
در طول جنگ داخلی، زنان در یک کارخانه مهمات سازی در آرسنال واشینگتن کار می‌کردند. بسیاری از زنان طبقه پایین - از جمله مهاجران ایرلندی - به ویژه پس از مرگ خویشاوندان مرد به دستمزد نیاز داشتند.
در ۱۷ ژوئن ۱۸۶۴، کارتریج آتش بازی‌های بیرون از اتاق که زیر آفتاب مانده بود، روشن شد و منجر به کشته شدن بیست و یک زن شد، بسیاری از آنها با دامن‌های قابل احتراق سوختند. وزارت جنگ هزینه تشییع جنازه آنها را پرداخت کرد و رئیس‌جمهور وقت آبراهام لینکلن در مراسم تشییع جنازه شرکت کرد. بنای یادبودی در قبرستان کنگره یادبود این زنان است. به یاد بسیاری از قربانیان ایرلندی، وزیر امور خارجه ایرلند در مراسم گرامیداشت ۱۵۰ سالگرد در سال ۲۰۱۴، یک گل تاج گل به یادبود قبرستان کنگره گذاشت.

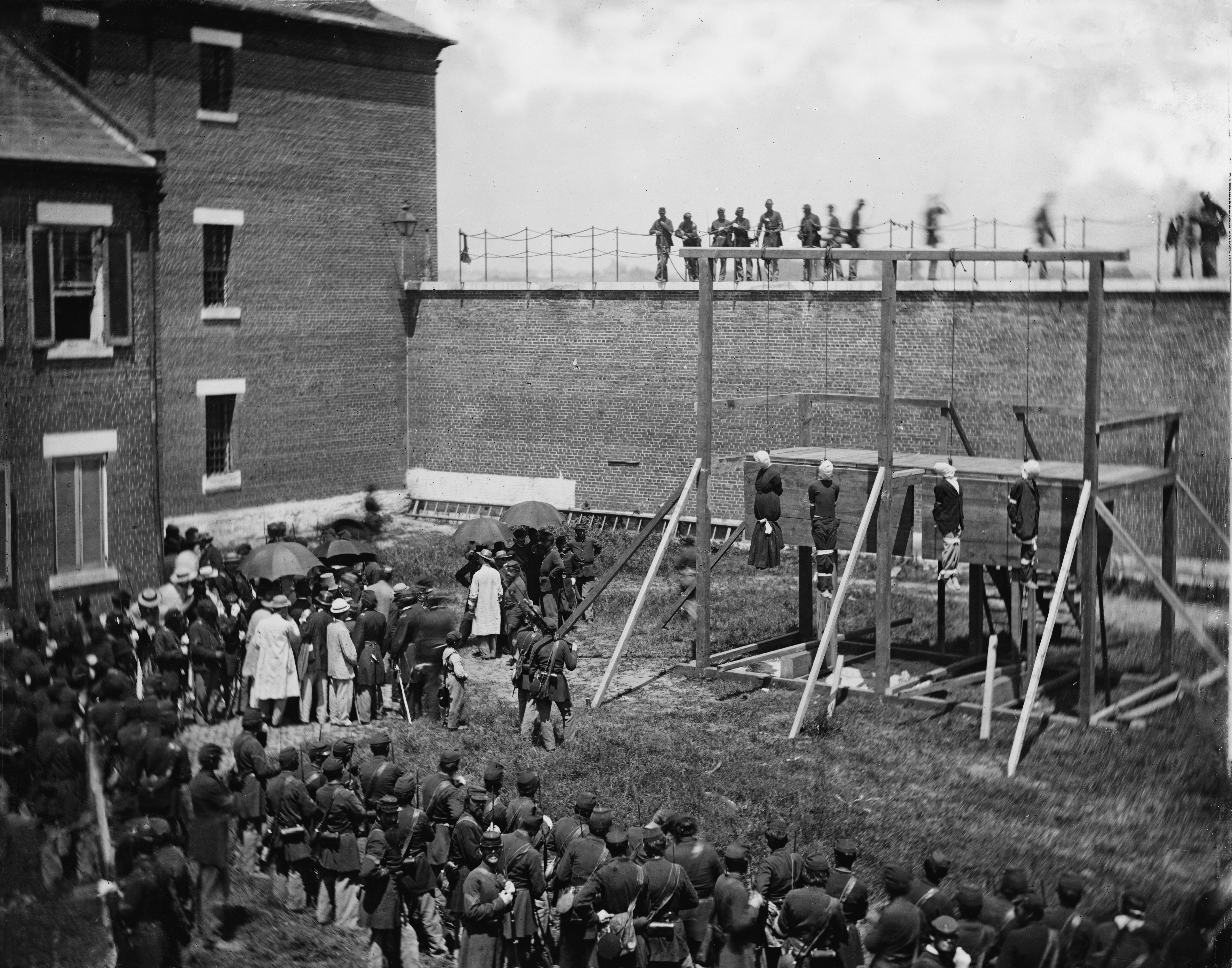
اعدام ماری سورات، لویس پاول، دیوید هارولد و جورج آتزرود در ۷ ژوئیه ۱۸۶۵

### قرن بیستم
حدود ۹۰٪ از ساختمان‌های موجود تا سال ۱۹۰۸ ساخته یا بازسازی شده‌اند. در سال ۱۹۰۱، با ایجاد دانشکده جنگ ارتش، این پایگاه که اکنون پادگان واشینگتن نامیده می‌شود، به مرکز آموزش و آموزش افسران ارشد ارتش برای هدایت تعداد زیادی از نیروها تبدیل شد. اولین کلاسهای آن در سال ۱۹۰۴ در سالن روزولت انجام شد.
این پایگاه در ۱۹۴۸ به افتخار سرلشکر لزلی جی مک نایر، فرمانده نیروی زمینی ارتش در زمان جنگ جهانی دوم که در طی عملیات کبرا در حوالی سن لوی فرانسه، در ۲۵ ژوئیه ۱۹۴۴ کشته شد، تغییر نام یافت. . فورت مک نایر از سال ۱۹۶۶ دفتر مرکزی منطقه نظامی واشینگتن است.

## وضعیت کنونی
فورت مک نایر، بخشی از سالن مشترک پایگاه مایر – هندرسون، مقر فرماندهی ارتش در منطقه واشینگتن و خانه دانشگاه دفاع ملی و همچنین محل اقامت رسمی معاون ستاد ارتش ایالات متحده است.